# Pilar (Capiz)
Pilar (Bayan ng Pilar) är en kommun i Filippinerna. Kommunen ligger på ön Panay, och tillhör provinsen Capiz. Folkmängden uppgår till 38 903 invånare.

## Barangayer
Pilar är indelat i 24 barangayer.
| - Balogo - Binaobawan - Blasco - Casanayan - Cayus - Dayhagan - Dulangan - Monteflor - Natividad - Olalo - Poblacion - Rosario | - San Antonio - San Blas - San Esteban - San Fernando - San Nicolas - San Pedro - San Ramon - San Silvestre - Sinamongan - Santa Fe - Tabun-acan - Yating |